# Kellys Island
Kellys Island är en ö i Kanada.   Den ligger i provinsen Newfoundland och Labrador, i den östra delen av landet, 1 700 km öster om huvudstaden Ottawa. Arean är 1,9 kvadratkilometer.
Terrängen på Kellys Island är platt. Öns högsta punkt är 47 meter över havet. Den sträcker sig 1,4 kilometer i nord-sydlig riktning, och 2,2 kilometer i öst-västlig riktning.
I omgivningarna runt Kellys Island växer i huvudsak blandskog. Runt Kellys Island är det ganska tätbefolkat, med 207 invånare per kvadratkilometer.